# Jelena Igorewna Ljadowa

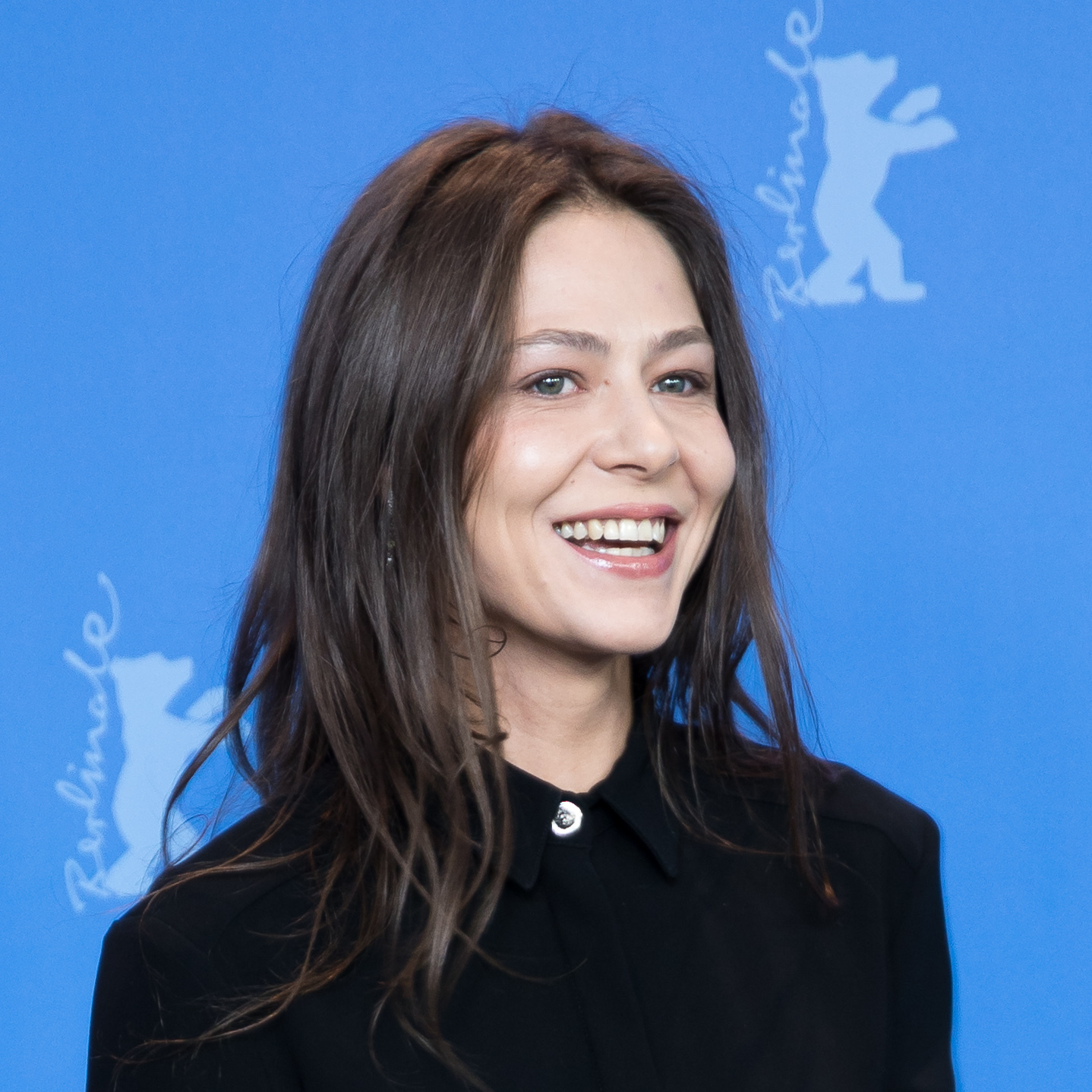
Jelena Igorewna Ljadowa (2018)

Jelena Igorewna Ljadowa (russisch Елена Игоревна Лядова, wiss. Transliteration Elena Igorevna Ljadova; * 25. Dezember 1980 in Morschansk, Oblast Tambow, RSFSR, Sowjetunion) ist eine russische Theater- und Filmschauspielerin.

## Leben
Ljadowa wurde in Morschansk geboren. 1986 zog die Familie nach Odinzowo um. 2002 schloss sie ihre Ausbildung zur Schauspielerin an der Schtschepkin-Theaterhochschule in Moskau erfolgreich ab und gehört seit demselben Jahr zum Ensemble des Moskauer Theaters für junge Zuschauer. Sie ist seit Januar 2015 mit dem Schauspieler Wladimir Wladimirowitsch Wdowitschenkow verheiratet. Seit Anfang der 2000er Jahre ist Ljadowa als Filmschauspielerin tätig und wirkte unter anderen 2018 in Grenzgänger – Zwischen den Zeiten mit.

## Filmografie (Auswahl)

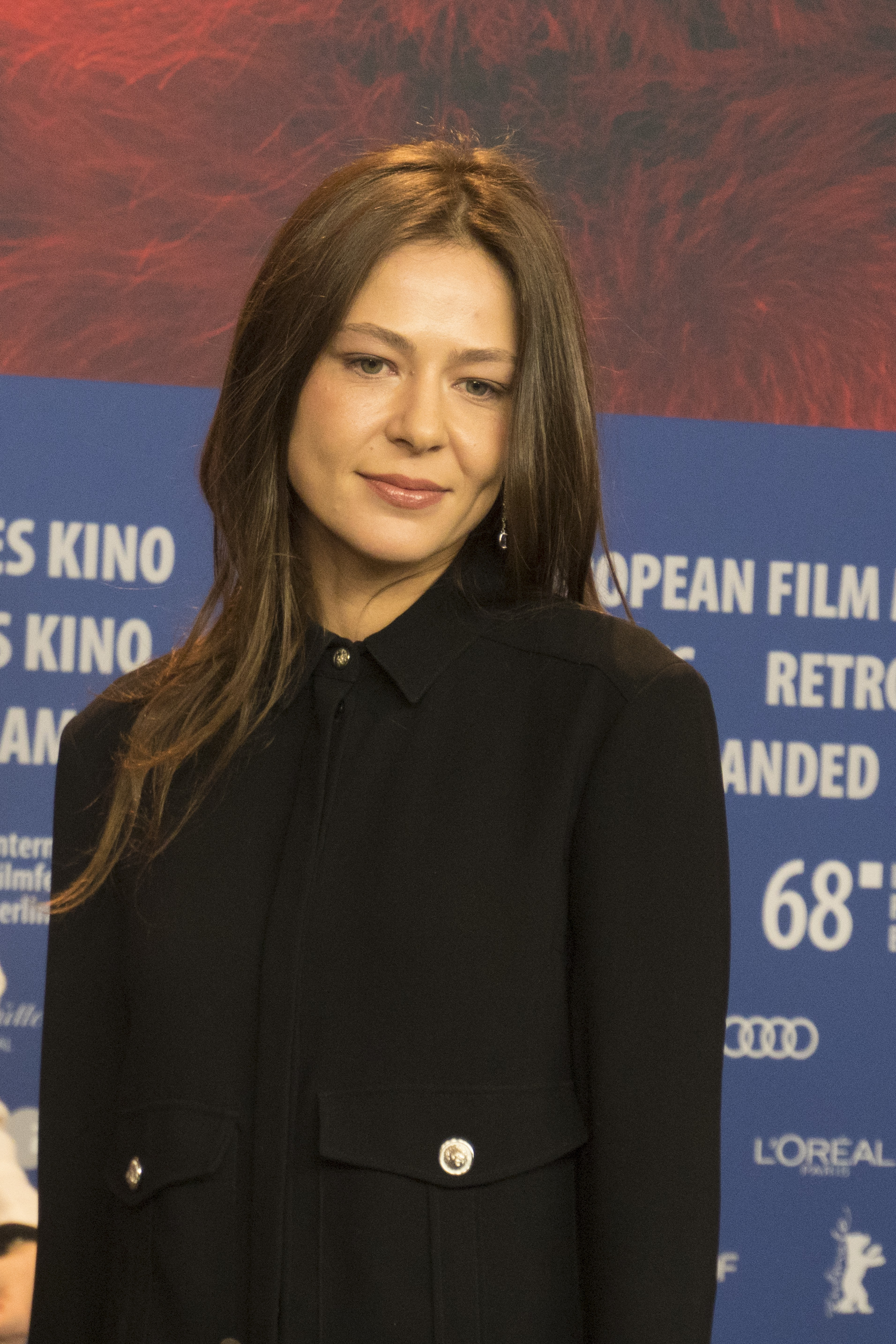
Jelena Igorewna Ljadowa (2018)

- 2005: Dreaming of Space (Kosmos kak predchuvstvie/Космос как предчувствие)
- 2005: Soldatskiy dekameron (Солдатский декамерон)
- 2005: Pavlov's Dog (Sobaka Pavlova/Собака Павлова)
- 2007: Zaveshchanie Lenina (Завещание Ленина) (Mini-Serie, 7 Episoden)
- 2008: Zashchita (Защита) (Mini-Serie)
- 2009: Lyubka (Любка) (Fernsehfilm)
- 2009: Ischeznuvshie (Исчезнувшие) (Fernsehserie)
- 2009: The Brothers Karamazov (Bratya Karamazovy/Братья Карамазовы) (Mini-Serie, 12 Episoden)
- 2009: Buben, baraban (Бубен, барабан)
- 2009: Love on Hay (Lyubov na sene/Любовь на сене) (Fernsehfilm)
- 2010: The Rat (Krysa/Крыса) (Fernsehfilm)
- 2010: Plen strasti (Плен страсти) (Fernsehfilm)
- 2010: Kogda zatsvetyot bagulnik (Когда зацветёт багульник) (Fernsehfilm)
- 2011: I'll Be Waiting (Ya dozhdus/Я дождусь) (Mini-Serie)
- 2011: Elena (Елена)
- 2011: Bienie serdtsa (Биение сердца) (Fernsehserie)
- 2012: Otryv (Отрыв) (Fernsehserie)
- 2013: Inkassatory (Инкассаторы) (Mini-Serie)
- 2013: The Geographer Drank His Globe Away (Geograf globus propil/Географ глобус пропил)
- 2013: The Lucky (Vezuchaya/Везучая)
- 2013: Ashes (Pepel/Пепел) (Mini-Serie, 13 Episoden)
- 2014: Leviathan (Leviafan/Левиафан)
- 2015: Orlean (Орлеан)
- 2015: Infidelities (Izmeny/Измены) (Mini-Serie, 16 Episoden)
- 2018: McMafia (МакМафия) (Fernsehserie, 2 Episoden)
- 2018: Dovlatov (Довлатов)
- 2018: Grenzgänger – Zwischen den Zeiten (Rubezh/Рубеж)
- 2019: Evil Boy (Tvar/Тварь)
- 2020: Psycho: Ich, begehrend (Psycho/Псих) (Fernsehserie, 8 Episoden)
- 2021: Dad (Batya/Батя)